# 埔里基督教醫院
埔基醫療財團法人埔里基督教醫院是一所位於臺灣南投縣埔里鎮的綜合醫院。

## 簡介
本院主要任務是為大埔里地區提供慢性、急性醫療，以促進社區健康為願景，辦理:醫療、傷殘復健、公共衛生、山地巡迴診療、貧病優待施醫、老人安養、養護等社會公益福利事業。
本院已經通過行政院衛生署區域教學醫院評鑑，總床數達396床，為衛生署指定偏遠地區緊急救護責任醫院、畢業後一般醫學社區醫學訓練醫院、中央健康保險局醫療給付效益提升計畫（IDS）承辦醫院、衛生署指定公費醫師分發醫院，並與國立臺灣大學醫學院附設醫院、馬偕紀念醫院、中山醫學大學附設醫院、中國醫藥大學附設醫院與臺中榮民總醫院等醫學中心建教合作。

## 歷史沿革

### 基督教山地中心診所時期（1956年－1957年）
第二次世界大戰後，台灣百業蕭條，偏遠農村地區更是物資匱乏。當時美國籍基督教宣教士孫理蓮（Mrs. Lillian R. Dickson）有感於一位傷心欲絕的台灣原住民母親親手埋葬十位子女的悲慘景況，乃憑藉信仰的力量，創立基督教芥菜種會，自海外募款以改善偏遠原鄉部落的醫療缺乏。1955年10月於南投縣埔里鎮中山路1030號首先建立基督教山地中心診所，此為埔里基督教醫院的前身。1956年1月16日舉行開幕感恩禮拜，邀請南投在地謝緯醫師（牧師）擔任第一任院長，開啟中台灣山地醫療先河。創辦人之一挪威籍宣教士徐賓諾護理師回憶，選擇埔里設立山地中心診所，乃是因為埔里鎮位於台灣的中心點，同時也是原住民山產農作物的交易集散地，當時附近山區居住有兩萬多位原住民。
- 1948年－1955年:終戰後山地醫療
- 1956年:基督教山地中心診所啟用

### 埔里基督教山地醫院時期（1958年－1983年）
「基督教山地中心診所」免費替原住民看病的消息，透過教會與原住民之間的口耳相傳，很快的就吸引了全省各地的貧窮原住民，他們紛紛翻山越嶺走路來到埔里就醫，讓原本只有設置六張病床的診所，第二天就湧進十五名病患，其中十名病患是肺結核病人，因此謝緯醫師只好暫時將他們安置在診所旁的工作室(工寮)，但是陪伴親友前來看病的原住民，無法當天往返，又沒錢住旅社，都躋身簡陋工寮過夜。當天晚上謝緯醫師巡視病患，驚訝發現工寮內擠滿了人，卻找不到病患，為此再向愛蘭教會承租崎頂土地，用竹子興建10間竹管仔病房和竹管仔教堂，提供住診使用。1957年，世界展望會除提供基督教山地中心診所一般經費，援助薪資和購買藥品之用，創辦人鮑伯．皮爾斯（Robert Pierce）更在來台視察時，驚見此景及深受工作同工們服務精神所感動，當場簽出一張金額空白支票，由第二任院長徐賓諾（Mr. Bjane Gislefoss）轉交孫理蓮全權處理，買下埔基現址的6500坪土地，著手建築醫院，這間醫院是埔里地區第一棟以鋼筋水泥為建材的建築。1958年，孫理蓮開辦埔基護校，共十二屆，培訓161位護理人員，由加拿大籍的林保華護士擔任校長。1962年6月24日埔里基督教山地醫院獻院感恩禮拜，此醫院的落成，象徵著埔基由診所進入現代化醫院的服務的全新里程碑，也是當時南投縣第一所設備新穎的現代化醫院。挪威宣教師夫婦徐賓諾及紀歐惠醫師（Dr. Alfhild J. Gislefoss M.D.）陸續在此服務病患，並成立小兒麻痺之家，照顧了許多原住民小朋友及少女。
- 1958年:創立埔里護理訓練班（埔基護校前身）
- 1960年:成立埔里基督教醫院門診部
- 1962年:成立埔里基督教山地醫院
- 1963年:正名為埔里基督教醫院
- 1978年:埔基董事會成立

### 財團法人埔里基督教醫院時期（1984年－1999年）
- 1984年由於醫療相關法規的修訂，政府要求教會醫院成立財團法人。當時董事長吳震春醫師主張應向政府登記成立財團法人，並由成亮副院長辦理。擁有埔基大部分土地的世界展望會，對耕者有其田政策的概念非常清楚，莊文生會長(也是埔基董事)，決定將埔基所登記在展望會名下的土地轉移給埔基，讓埔基以這些土地不動產，向法院申請成立財團法人。
- 1985年:埔里基督教醫院成立財團法人
- 1985年5月23日衛生署核准埔里基督教醫院為財團法人。隨後聘請紀歐惠醫師為第三任院長，成亮先生任行政副院長，趙文崇醫師任醫務副院長。此後，埔基以「小而精緻」的醫院為發展的目標，「小」取「麻雀雖小，五臟俱全」之意；「精緻」意為需設立有別於其他醫院的一般服務項目的特色服務，因此開設婦產科，由彰化基督教醫院支援一位婦產科醫師，另與紀歐惠院長和一位菲律賓籍婦產科醫師共同開辦婦產科；小兒科也開始有彰基小兒科醫師支援住院診療，其他尚有菲律賓籍家庭醫學科醫師搭配幾位年老醫師，四大科自此逐漸成型。
- 1988年:成為衛生署地區綜合醫院
- 1990年:成為衛生署地區教學醫院
- 1991年吳文勇醫師接任醫院院長，著手進行埔基的資訊電腦化工程，埔基的醫療業務轉趨穩定。
- 1992年埔基的門診量約450名，使用60床病床；全體員工仍維持140-150名左右，每月的營運開始有盈餘。董事會預估2003年埔里地區的人口數會達15萬人，屆時大埔里地區的醫療需求可能會不足。董事會有計畫的在為埔里地區建立一個可以獨立運轉的區域級教學醫院，即著手興建宣教醫療大樓，向銀行貸款三億七千萬元。
- 1994年吳文勇院長倦勤退任，時任董事的台中榮總類風濕科主任黃蔚醫師受聘為埔基第五任院長。

### 現今的埔里基督教醫院（1999年－）
- 1999年:921大地震，埔基醫療大樓嚴重毀損。九二一大地震的發生，迫使埔基一夕之間必須擔負起災區緊急醫療照顧的工作；更在災區重建過程上扮演著守護社區健康的重要角色。對於原本就已經背負著龐大債務的醫院而言，無異是雪上加霜。
- 2003年:重建埔基醫療大樓
- 2003年黃蔚院長帶領埔基三任九年圓滿功成退任，並繼續在醫院服務。曾於1985年任醫務副院長，時任彰化基督教醫院小兒神經科主任，同時也是埔基董事的趙文崇醫師，時隔二十年再度受聘回到埔基的醫療團隊，成為第六任院長，帶領著480位員工守護偏遠大埔里地區的健康。趙院長率領全體埔基員工完成921災後醫院重建，落實醫院醫療資訊化及提升醫院的服務品質，通過衛生署醫策會的評鑑，成為南投縣的區域級醫院[4]。
- 2005年:埔基醫療大樓重建完工，舉行感恩禮拜
- 2008年:升格區域教學醫院
- 2009年:承辦非洲布吉納法索醫院建置
- 2010年:「財團法人埔里基督教醫院」更名為「埔基醫療財團法人」
- 2011年:4月榮獲第21屆國家品質獎，通過教學醫院及醫院評鑑區域醫院優等
- 2012年:趙文崇院長屆滿榮退，陳恒常醫師出任第七任院長[5]

## 組織架構

### 行政部門
企劃處、人資室、財務績效室、資訊室、資材室、環工室、保險暨業務室、職業安全衛生室、社會工作室

### 醫療部門
| 內科系 - 一般內科 - 腸胃科 - 神經內科 - 腎臟內科 - 新陳代謝科 - 感染科 - 心臟內科 - 免疫風濕科 - 血液腫瘤科 - 胸腔內科 - 職業醫學科 - 營養科 外科系 - 一般外科 - 直腸、肛門科 - 骨科 - 消化外科 - 神經外科 - 心臟血管外科 - 泌尿外科 - 小兒外科 - 整型外科 - 淋巴血管外科 | 婦兒科系 - 小兒科 - 婦產科 - 健兒門診 - 產前檢查 - 小兒心臟科 - 兒童心智科 其他科系 - 家醫科 - 耳鼻喉科 - 眼科 - 皮膚科 - 身心醫學精神科 - 復健科 - 健康檢查 - 牙科 - 急診醫學科 - 放射腫瘤科 - 重症醫學科 - 放射線科 - 病理科 - 中醫科 - 麻醉科 - 安寧照護 |

### 醫療相關部門
教學部、研究部、醫療品質部、醫學圖書部、教研創新行政中心、實證醫學中心、實驗動物中心、醫學倫理中心、人體試驗委員會

## 外部連結
- 官方网站
- 埔里基督教醫院的Facebook專頁
- 埔基院訊 - 埔里基督教醫院
- - 財團法人愚人之友社會福利慈善事業基金會 （页面存档备份，存于）
- - :::鐵山路一號的故事:::埔基愛心網 （页面存档备份，存于）
- 埔基愛心加油站粉絲專頁的Facebook專頁
- - 埔基捐款網站 （页面存档备份，存于）
- 埔基醫療財團法人埔里基督教醫院
- . 中央社. 2014-05-05  [2014-05-06]. （原始内容存档于2016-03-04） （中文（臺灣））.